# Pavel Vlček
Pavel Vlček (* 18. června 1948 Praha) je český historik umění specializující se zejména na dějiny architektury.

## Život
Vystudoval Filozofickou fakultu Univerzity Karlovy v Praze (obor dějiny umění – dějepis). Studia ukončil v roce 1974 obhajobou práce Francesco Caratti. V témže roce po složení rigorózní zkoušky získal titul PhDr. Poté pracoval v různých zaměstnáních v památkové péči a v muzeích (1975-1978 MhMP, 1978-1979 KSSPPOP v Ústí nad Labem, 1979-1981 Krajské muzeum v Teplicích).
Od roku 1981 pracoval jako samostatný historik umění Pražského střediska památkové péče. V letech 1988–1992 pracoval jako projektant, později vedoucí projektant ve Státním ústavu pro rekonstrukci památkových měst a objektů (ateliér stavebněhistorických průzkumů). Od roku 1992 působí jako vysokoškolský pedagog, později docent na Fakultě architektury ČVUT v Praze, od roku 2010 profesor pro obor dějiny architektury a ochrana památek. Na částečný úvazek pracuje od roku 1992 i jako vědecký pracovník v Ústavu dějin umění Akademie věd České republiky.

### Ocenění
- 1999 1. cena Českého literárního fondu za odbornou literaturu (Umělecké památky Prahy. Malá Strana)
- 2005 cena za nejlepší slovník roku (Encyklopedie architektů, stavitelů, zedníků a kameníků v Čechách)

## Publikace
- Encyklopedie českých zámků. Praha : Libri, 1994. 314 s. ISBN 80-901579-2-0, 2. vyd. 1996, 3. vyd. 1997, 4. vyd. 2000, 5. vyd. Praha : Libri, 2006. 314 s. ISBN 80-7277-302-X.
- Umělecké památky Prahy. Staré Město, Josefov. Praha : Academia, 1996. 639 s. ISBN 80-200-0563-3. (vedoucí autorského kolektivu)
- Toulky zámeckými parky Čech a Moravy, Praha 1997 (s j. Ptáčkem, P. Hořejšem, J. Kašparem)
- Praha 1610-1700 : kapitoly o architektuře raného baroka. Praha : Libri, 1998. ISBN 80-85983-60-5. (s fotografiemi Ester Havlové)
- Umělecké památky Prahy. Malá Strana. Praha : Academia, 1999. 685 s. ISBN 80-200-0771-7. (vedoucí autorského kolektivu)
- Umělecké památky Prahy. Pražský hrad a Hradčany. Praha : Academia, 2000. 521 s. ISBN 80-200-0832-2. (vedoucí autorského kolektivu)
- Ilustrovaná encyklopedie českých zámků. Praha : Libri, 1999. 623 s. ISBN 80-85983-61-3. 2. vyd. Praha : Libri, 2001. 623 s. ISBN 80-7277-028-4.
- Encyklopedie českých klášterů. Praha 1997, 2. vyd. Libri, 2002. 784 s. ISBN 80-85983-17-6 (společně s Dušanem Foltýnem a Petrem Sommerem)
- Encyklopedie architektů, stavitelů, zedníků a kameníků v Čechách. Praha : Academia, 2004. 768 s. ISBN 80-200-0969-8. (vedoucí autorského kolektivu)
- Dějiny architektury pravěku a starověku. Praha : skripta ČVUT, 2005. 208 s. ISBN 80-01-03187-X.
- Dějiny architektury renesance a baroka. Praha : skripta ČVUT, 2006. 286 s. ISBN 80-01-03407-0.
- Poklady pražských paláců, Brno 2007 (s L. Pořízkou)
- Slavné pražské vily, Praha 2007 (et. al)
- Slavné stavby Prahy 4, Praha 2008 (et al.)
- Dějiny architektury (neo)klasicismu a 19. století. Praha : České vysoké učení technické, 2009. 183 s. ISBN 978-80-01-04231-1.
- Johann Lucas von Hildebrandt a jeho vliv na českou architekturu = Johann Lucas von Hildebrandt and its influence on Czech architecture. Praha : České vysoké učení technické, 2010. 22 s. ISBN 978-80-01-04500-8.
- Slavné stavby Františka Maxmiliána Kaňky. Praha : Kotěrovo centrum architektury o.p.s. ve spolupráci s Foibos Books s.r.o., 2016. 139 s. ISBN 978-80-87073-90-2.